# Bolitoglossa hypacra
Bolitoglossa hypacra es una especie de salamandras en la familia Plethodontidae.
Es endémica del departamento de Antioquia (Colombia).
Su hábitat natural son las praderas tropicales o subtropicales a gran altitud.